# Дхату (индуизм)
Дха́ту (санскр. धातु, IAST: dhātu) — в аюрведе называются семь основных тканей, составляющих человеческое тело. В здоровом теле дхату находятся  в равновесии, при болезнях наблюдается их дисбаланс.

## Последовательность
Согласно аюрведе, дхату следуют друг за другом в определённой последовательности. Всего в теле человека насчитывается семь дхату:
1. Раса дхату (плазма крови)

7 главных чакр

Связана с элементом вода, присутствует в организме в жидкой форме. Раса дхату снабжает питательными веществами остальные.
2. Ракта дхату (кровь)
Связана с элементом огонь. Наполняет организм жизненной энергией. Избыток ракта дхату ведёт к желтухе, воспалению кровеносных сосудов и кожи.
3. Мамса дхату (мускулы)
Связана с элементом земля. Составляет мускульную ткань и ответственна за физическую силу тела.
4. Меда дхату (жировая прослойка). Связана в элементами вода и земля. Ответственна за «смазку» мускулов и связок.
5. Астхи дхату (костная и нервная ткани). Связана с элементами воздух и земля. Является основой для всех других дхату.
6. Маджа дхату (костный мозг)
Образована водным элементом. Вырабатывает кровяные тельца, а также жидкость для увлажнения глаз и кожи.
7. Шукра дхату (репродуктивная ткань)
Функция шукра дхату — сотворение жизни. Термин «шукра» изначально значил «сперма», но в современной аюрведе шукрой считается и женская репродуктивная ткань.

## Схема взаимодействия
Каждая дхату содержит «внутренний огонь» — агни, необходимый для процесса обмена и регенерации тканей. Каждая предыдущая дхату создает питание для последующей, и в результате этого метаболизма возникают «вторичные» продукты (малы). Каждая удовлетворяет определенную потребность Ахамкары (эго), тем самым давая возможность обратиться к следующей потребности.
При обмене между расой и рактой образуется слизь, участвующая в защите слизистых оболочек от внешних повреждений.
При обмене между рактой и мамсой образуется желчь, выделяемая в двенадцатиперстную кишку и участвующая в пищеварении.
При обмене между мамсой и медой образуется сера, которая накапливается в наружных отверстиях тела.
При обмене между медой и астхи образуется пот, участвующий в регулировании жидкостного и теплового баланса организма и удаляемый через кожу.
При обмене между астхи и маджой образуются ногти и волосы.
При обмене между маджой и шукрой образуются слёзы.